# Alice B. Toklas
Alice B. Toklas, egentligen Alice Babette Toklas, född 30 april 1877 i San Francisco, död 7 mars 1967 i Paris, var en medlem av det parisiska avantgardet under första halvan av 1900-talet. Hon var författaren Gertrude Steins livskamrat och inspiratör, och de två levde tillsammans i nästan 40 års tid. 
Toklas figurerar i två "självbiografier" – dels Steins Alice B. Toklas' självbiografi, dels Toklas verkliga självbiografi What Is Remembered. Toklas författade också en omskriven kokbok.

## Biografi

### Uppväxt och liv med Stein
Toklas växte upp i Kalifornien med sin familj som tillhörde den judiska medelklassen. Under en kort period studerade hon musik vid University of Washington. Gertrude Stein träffade hon i Paris 1907, samma dag som hon anlände till staden. Tillsammans drev de i knappt fyra decennier en salong i sitt hem på Rue de Fleurus 27 i Paris. Deras salong blev populär bland författare som Ernest Hemingway, Thornton Wilder, Sherwood Anderson och Guillaume Apollinaire, samt dåtidens avantgardistiska konstnärer som Picasso, Matisse och Braque.
Toklas var Steins käresta, kock, sekreterare, redigerare, musa och främsta kritiker. Men hon förblev en bakgrundsfigur ända tills Stein publicerade sina memoarer 1933 med den kryptiska titeln Alice B. Toklas' självbiografi. Boken – som trots sin titel är Steins självbiografi – kom att bli dennas bäst säljande bok och har vid minst sex tillfällen publicerats i svensk översättning. Toklas och Stein levde tillsammans till Steins död 1946.

### Författande
Toklas författade minst två kokböcker. 1954 kom Alice B. Toklas Cook Book, som är en blandning av memoarer och kokbok och består av närmare 400 recept. Boken ska ha påbörjats under en tremånadersattack av gulsot då Toklas drömde sig tillbaka till tiden med Stein, god hälsa, goda vänner och god mat. Boken kom 1982 på svenska under titeln Kokbok.
De recept som hon blivit mest förknippad med är hennes Hasch-kladdkakor som från början var ett recept av Brion Gysin. Kakorna består av en blandning av frukt, nötter, kryddor och torkad cannabis. På grund av detta recept kallas nu ibland liknande kakor för Alice B. Toklas brownies. Det kan tilläggas att detta recept inte finns med i den svenska översättningen från 1982.
Toklas var också skribent för flera tidningar, bland annat The New Republic och New York Times.
1963 gav hon ut sin självbiografi What Is Remembered (ej översatt till svenska) som abrupt slutar i och med Steins död.

### Sista år
Toklas sista år var svåra på grund av dålig ekonomi och dålig hälsa. Det blev inte bättre när Steins arvingar beslagtog de målningar som Stein lämnat efter sig till Toklas. Mot slutet av sitt liv konverterade hon till katolicismen. Hon dog 1967, 89 år gammal, och är begravd på kyrkogården Père-Lachaise i Paris vid sidan av Stein. Alice B. Toklas namn finns ingraverat på baksidan av Steins gravsten.

## Toklas i kulturen
Det refereras till Toklas och hennes kladdkakor i Peter Sellers film Får jag kyssa din fjäril? (originaltitel: I Love You, Alice B. Toklas!), från 1968.
Toklas figurerar i Tage Danielssons film Picassos äventyr från 1978. När hon dyker upp i filmen syns hon på en konstutställning tillsammans med Gertrude Stein. Stein säger senare till den för tillfället pratsamma Alice B. Toklas: "Alice, be talkless!"
Hon omnämns i låten "Turkisk konfekt" av Cirkus Miramar med textraderna:
| ”                | Där var Mickey Down Under / med en postmodern blues, / jämte Alice B Toklas och Miss Stein och en ros. | „ |
| – Cirkus Miramar | |   |

Nedslagskratern Toklas på planeten Venus är uppkallad efter henne.